# Grabhügel mit doppeltem Kreisgraben

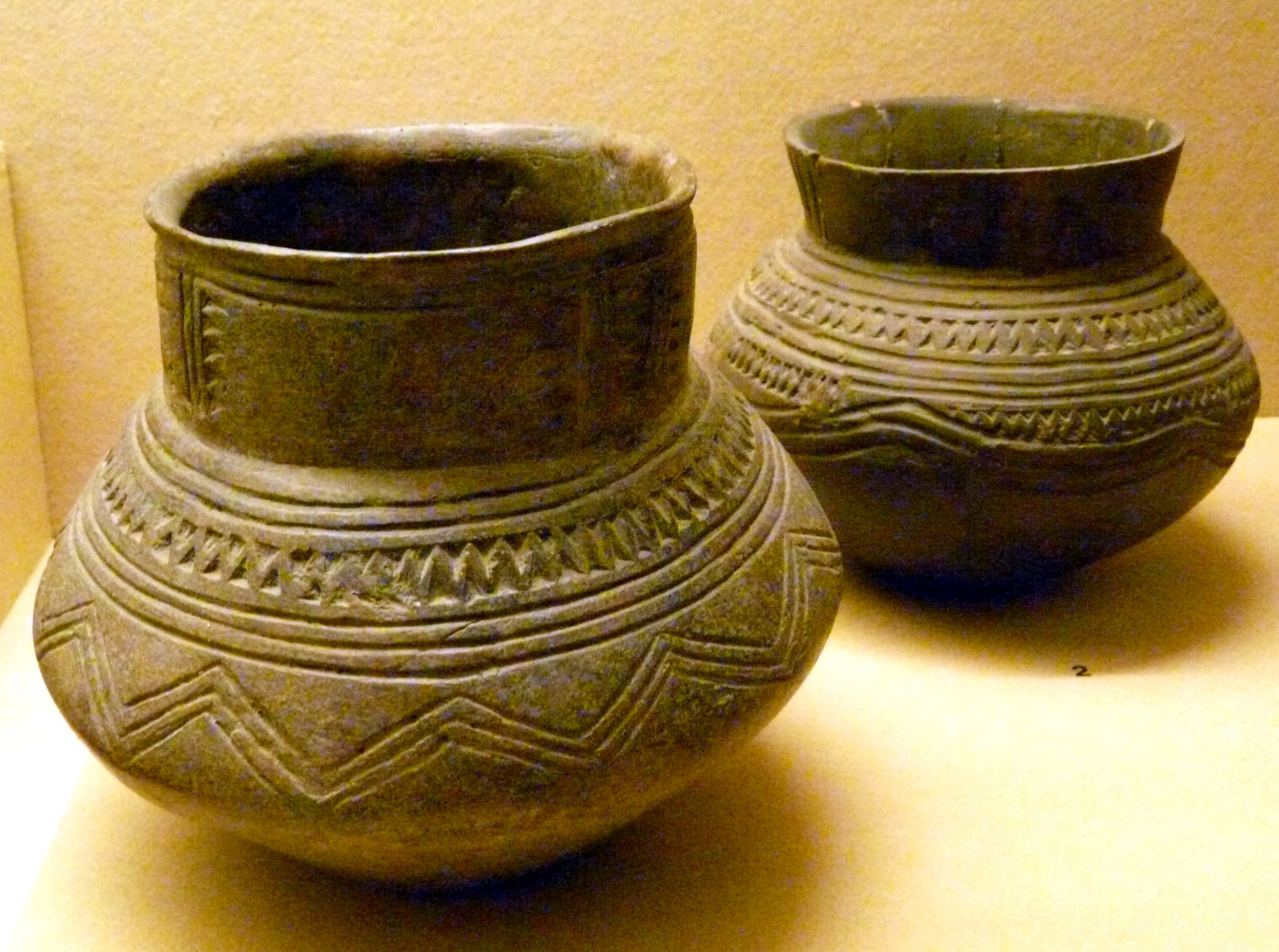
Kerbschnittgefäße der Niederrheinischen Grabhügelkultur

Der Grabhügel mit doppeltem Kreisgraben ist ein Phänomen der Niederrheinischen Grabhügelkultur der späten Bronze- oder frühen Eisenzeit (900–700 v. Chr.) in Norddeutschland. Doppelte bzw. konzentrische Kreisgräben sind auf den Kreisgrabengräberfeldern jedoch selten. Sie bereichern das Bild bronze- und eisenzeitlicher Vorstellungen und ritueller Handlungen, die mit dem Tod verbunden sind. Die Einfriedung des Bestattungsplatzes soll eine Abgrenzung zwischen dem Reich der Toten und dem der Lebenden darstellen, wie sie auch die viel häufigeren Grabhügel mit Schlüssellochgraben zeigen, unter denen einige einen doppelten Kreisgraben besitzen (Grabhügel auf dem Radberg in Reken-Hülsten).
Ein Grabhügel mit doppeltem Kreisgraben wurde im Jahre 2000 am westlichen Rand von Wildeshausen (Landkreis Oldenburg) in Niedersachsen ausgegraben. Der innere Durchmesser der Ringanlage des Grabhügels beträgt etwa 13,5 m, der äußere liegt bei 15,0 m. Die oberirdisch bereits länger einplanierte Anlage hat einen konzentrischen Kreisgraben mit einer 1,6 m breiten Zugangsöffnung im Südosten. Innerhalb der Öffnung befinden sich zwei gut erhaltene, etwa 0,8 m voneinander entfernte Pfostengruben mit Standspuren von etwa 45 cm breiten Spaltbohlen, deren Funktion nicht geklärt ist. Grabbefunde waren nicht nachweisbar. Aufgrund von Vergleichen konnte die Wildeshausener Anlage in die späte Bronze- oder frühe Eisenzeit datiert werden. 
In Großhöbing bei Ingolstadt wurde ein etwa 16,0 m messenden Grabhügel (Nr. „143“) mit Doppelkreisgraben, aus dem 6.–10. Jahrhundert ausgegraben. In der zweigeteilten Kammer (5,0 × 3,1 m) lagen Bestattungen, bestehend aus fünf (zwei und drei) Personen.    